# 国際囲碁招待棋戦
国際囲碁招待棋戦（こくさいいごしょうたいきせん）各国の囲碁の著名棋士を招待して行われる棋戦。

## 紳士杯世界優勝戦
紳士杯世界優勝戦（绅士杯国际围棋赛）は、1995年11月11-18日に、中国、日本、韓国の招待棋士4名が出場して行われた。
- 主催 中国棋院、新民晩報、上海市静安区人民政府
- 協賛 紳士汽車商城有限公司
- 優勝賞金 2万ドル

結果
- 1回戦 小林覚（日本） - 常昊（中国）、徐奉洙（韓国） - 馬暁春（中国）
- 決勝戦 徐奉洙 - 小林覚

## 世界囲碁最強戦
1996年に実施。世界囲碁最強戦を参照。

## 貴陽商行杯中日韓三国囲碁世界優勝戦
貴陽銀行杯中日韓三国囲碁世界優勝戦（贵阳商行杯中日韩三国围棋世界冠军争霸赛）は、2001年に貴陽市にて、貴陽国際囲碁文化祭の一環として、山水黔城杯国際女子プロ囲棋選手権戦などとともに、中国、日本、韓国の招待棋士3名が出場して行われた。
- 主催
- 協賛 貴陽棋院
- 優勝賞金 2万ドル

結果:1位 馬暁春（中国）、2位 依田紀基（日本）、3位 曺薫鉉（韓国）

## 竜泉桃花祭中韓囲棋招待戦
竜泉桃花祭中韓囲棋招待戦（龙泉桃花节围棋邀请赛）は2004年に成都市で実施された。
結果(2004年3月19-20日): 古力 2-0 元晟溱
外部リンク
- 新浪体育「古力屠龙大胜元晟溱 桃花节中韩对抗赛中方先胜」2004.3.19

## 泰逹杯世界囲碁超級優勝戦
泰逹杯世界囲碁超級優勝戦（泰达杯中日韩世界围棋超级冠军争霸赛）は、2004年6月12-13日に天津市で、中国、日本、韓国の招待棋士3名が出場して行われた。
- 主催 中国囲棋協会、天津経済技術開発区管理委員会
- 共催 天津経済技術開発区体育総会、今晩報社、天津電視台、天津大衆体育国際交流センター、
- 優勝賞金 2万ドル

結果:
- 1回戦 李昌鎬（韓国） - 孔傑（中国）
- 2回戦 李昌鎬 - 依田紀基（日本）

李昌鎬が優勝。

## 晋城三国元老招待戦
晋城三国元老招待戦（晋城三国元老邀请赛）は、2007年8月8-9日に山西省晋城市で、山西晋城棋子山国際囲棋文化祭の一環として、同地での甲級リーグ戦などと並行して、4名の招待棋士によって行われた。
結果
- 1回戦 曺薫鉉 - 陳祖徳、聶衛平 - 林海峰
- 決勝戦 曺薫鉉 - 聶衛平

## 上海国際博覧会SK杯中韓巓峰棋手特別対局
上海国際博覧会SK杯中韓巓峰棋手特別対局（上海世博会SK杯中韩巅峰棋手特别对局）は、2010年上海国際博覧会の韓国館において、5月26日に中国と韓国の招待棋士2名により行われた。

- 主催 韓国SKグループ
- 優勝賞金 1500万ウォン

結果:李世乭（韓国） - 常昊（中国）

## 博賽杯金仏山国際囲碁超覇戦
博賽杯金仏山国際囲碁超覇戦（博赛杯金佛山国际围棋超霸赛）は、2011年5月16-18日に、重慶市で、中国、日本、韓国の3名の招待棋士によって行われた。
- 主催 中国棋院、重慶市体育局、重慶市南川区人民政府
- 共催 重慶棋院、重慶市南川区体育局、重慶市博賽鉱業集団公司
- 協賛 重慶市南川区金仏山景区管委会、重慶市交通集団山水都市公司
- 優勝賞金 30万元

結果:1位 井山裕太（日本）、2位 古力（中国）、3位 李世乭（韓国）
- 1回戦 井山裕太 - 李世乭
- 2回戦 古力 - 李世乭
- 3回戦 井山裕太 - 古力

## 酒祖社康杯囲碁国際大師招待戦
酒祖社康杯囲碁国際大師招待戦（酒祖杜康杯围棋国际大师邀请赛）は、2011年4月25-26日に中国で、中国、日本、韓国、台湾の招待棋士4名によって行われた。
- 主催 中国囲棋協会、洛陽市人民政府

結果:1位 聶衛平（中国）、2位 武宮正樹（日本）、3位 曺薫鉉（韓国）、林海峰（台湾）
- 1回戦 聶衛平 - 林海峰、武宮正樹 - 曺薫鉉
- 決勝戦 聶衛平 - 武宮正樹

## 赤壁古戦場杯囲碁国際大師招待戦
赤壁古戦場杯囲碁国際大師招待戦（赤壁古战场杯围棋国际大师邀请赛）は、2011年11月5-6日に中国赤壁市で、中国、日本、韓国の招待棋士3名によって行われた。
- 主催 中国棋院、咸寧市人民政府
- 共催 赤壁市人民政府、湖北三国赤壁旅遊開発有限公司、咸寧市囲棋協会
- 優勝賞金 10万元

結果:1位 曺薫鉉（韓国） 2位 聶衛平（中国）、3位 武宮正樹（日本）

## 桂林杯世界優勝戦
桂林杯世界優勝戦（桂林杯世界冠军争霸赛）は、2012年9月14-16日に中国桂林市で、中国、日本、韓国の招待棋士3名によって行われた。
- 主催 中国囲棋協会、桂林市政府
- 優勝賞金 30万元

結果:1位 古力（中国）、2位 李世乭（韓国）、3位 依田紀基（日本）
- 1回戦 古力 - 依田紀基
- 2回戦 李世乭 - 依田紀基
- 3回戦 古力 - 李世乭

## 柳州杯世界囲碁大師戦
柳州杯世界囲碁大師戦（柳州杯世界围棋大师赛）は、2012年9月14-16日に中国柳州市で、中国、韓国の招待棋士2名によって行われた。
- 主催 中国囲棋協会、柳州市人民政府
- 優勝賞金 30万元

結果:李昌鎬（韓国） 2-1 常昊（中国）

## 瓷都論道巓峰対決
瓷都論道巓峰対決（瓷都论道巅峰对决）は、2012年から2014年に、中国の景徳鎮市で行われた。第2回から中国と韓国の招待棋士による対抗戦。第1回は紅葉杯（红叶杯）、第2回は天新薬業杯（天新药业杯）。第3回は恒潤広場杯（恒润广场杯）。
- 主催 (1回) 景徳鎮市体育局、景徳鎮市体育総会、(2回-)中国棋院
- 共催 景徳鎮市囲棋協会、景徳鎮棋院
- 協賛 景徳鎮陶磁股份有限公司
- 優勝賞金 (3回)15万元

結果
- 第1回 2012年 馬暁春 - 劉小光
- 第2回 2013年 李世乭（韓国） - 古力（中国）
- 第3回 2014年 崔哲瀚（韓国） - 陳耀燁（中国）

## 世界囲棋元老棋会
世界囲棋元老棋会（世界围棋元老棋会）は、2013年5月は、2013年5月11-13日に、中国華山で、中国、日本、韓国、台湾の招待棋士4名によって行われた。
- 主催 高新大都薈

結果:1位 曺薫鉉（韓国） 2位 聶衛平 3位 武宮正樹（日本）、林海峰（台湾）
- 1回戦 曺薫鉉 - 武宮正樹、聶衛平 - 林海峰
- 決勝戦 曺薫鉉 - 聶衛平

## 柳州杯世界囲碁大師戦
柳州杯世界囲碁大師戦（德州围棋世界冠军争霸赛）は、2013年10月5-6日に中国徳州市で、中国、韓国、台湾の招待棋士4名によって行われた。
- 主催 徳州市体育局、徳州市囲棋協会
- 協賛 山東長江豪門集団
- 優勝賞金 10万元

結果:1位 朴永訓（韓国）、2位 范廷鈺（中国）、 3位 常昊（中国）、4位 周俊勲（台湾）
- 1回戦 朴永訓 - 常昊、范廷鈺 - 周俊勲
- 決勝戦 朴永訓 - 范廷鈺
- 3位決定戦 常昊 - 周俊勲

## 明月山杯中日韓囲碁精鋭戦
明月山杯中日韓囲碁精鋭戦（明月山杯中日韩围棋精英赛）は、2014年から江西省宜春市で、中国、日本、韓国の招待棋士3名（2015、2017年は台湾を加えた4名）によって行われる。2017年には明月山杯中日韓三国四地女子囲棋争覇戦（明月山杯中日韩三国四地女子围棋争霸赛）として、女流棋士が招待され実施された。
- 主催 江西省体育局、明月山月亮文化旅遊祭組委会
- 共催 宜春市囲棋協会、明月山旅遊営銷公司
- 協賛 江西省囲棋協会、宜春市体育局、明月山温泉風景名勝区管委会
- 優勝賞金 15万元

結果
- 第1回（2014年8月19-20日） 1位 常昊（中国）、2位 武宮正樹（日本）、3位 曺薫鉉（韓国）
  - 1回戦 常昊 - 曺薫鉉
  - 2回戦 武宮正樹 - 曺薫鉉
  - 3回戦 常昊 - 武宮正樹
- 第2回（2015年8月26-27日） 1位 曺薫鉉（韓国）、2位 聶衛平（中国）、3位 武宮正樹（日本）、林海峰（台湾） 
  - 1回戦 曺薫鉉 - 林海峰、聶衛平 - 武宮正樹
  - 決勝戦 曺薫鉉 - 聶衛平
- 第3回（2016年9月7-8日） 1位 常昊（中国）、2位 李昌鎬（韓国）、3位 依田紀基（日本）
  - 1回戦 常昊 - 依田紀基
  - 2回戦 李昌鎬 - 依田紀基
  - 3回戦 常昊 - 李昌鎬

### 明月山杯中日韓三国四地女子囲棋争覇戦
- 主催 中国囲棋協会、宜春市第11回月亮文化旅遊祭組織委員会
- 共催 江西省囲棋協会、明月山温泉風景名勝区管理委員会
- 協賛 宜春市囲棋協会、明月山維景国際温泉度假酒店
- 優勝賞金 15万元
- 持時間は各1時間、30秒の秒読み3回

結果（2017年8月28-29日） 1位 崔精（韓国）、2位 於之瑩（中国）、3位 藤沢里菜（日本）、黒嘉嘉（台湾）
- 1回戦 崔精 - 黒嘉嘉、於之瑩 - 藤沢里菜
- 決勝戦 崔精 - 於之瑩

## 厦門囲棋大会世紀名人特別対局
厦門囲棋大会世紀名人特別対局（厦门围棋大会世纪围棋名人特别对局）は、2015-16年に、中国廈門市で行われた。
- 第1回（2015年）
  - 1回戦 聶衛平（中国） - 林海峰（台湾）、武宮正樹（日本） - 徐奉洙（韓国）
  - 決勝戦 聶衛平 - 武宮正樹
- 第2回（2016年）
  - 李昌鎬（韓国） - 常昊（中国）

## 塩城東方集団杯中韓囲棋団体名人選手権戦
塩城東方集団杯中韓囲棋団体名人選手権戦（盐城东方集团杯中韩围棋团体名人锦标赛）は、2016年に塩城市で、中国と韓国の各3名の棋士による3回戦で行われ、対戦成績5勝4敗で韓国チームが優勝した。
- 主催 中国囲棋協会、江蘇省体育局、塩城市人民政府連合
- 協力 塩城東方集団、塩城大衆報報業集団、中国郵政集団公司塩城市分公司、江蘇分享伝媒有限公司、塩城市体育彩票管理中心、塩城愛瑪会文体展覧産業有限公司
- 優勝賞金 40万元

2016年9月19-21日
- 1回戦 韓国 2-1 中国
  - 徐奉洙 ×-○ 常昊
  - 劉昌赫 ○-× 馬暁春
  - 李昌鎬 ○-× 聶衛平
- 2回戦 韓国 2-1 中国
  - 劉昌赫 ×-○ 常昊
  - 李昌鎬 ○-× 馬暁春
  - 徐奉洙 ○-× 聶衛平
- 3回戦 韓国 1-2 中国
  - 劉昌赫 ○-× 聶衛平
  - 李昌鎬 ×-○ 常昊
  - 徐奉洙 ×-○ 馬暁春

## 樟樹・中国薬都杯中日韓囲碁大師戦
樟樹・中国薬都杯中日韓囲碁大師戦（樟树·中国药都杯中日韩围棋大师赛）は2017年10月8-9日に、中国樟樹市で、中国、日本、韓国の招待棋士3名によって行われた。
- 主催 中国囲棋協会、江西省体育局、樟樹市人民政府
- 共催 江西省囲棋協会、宜春市囲棋協会
- 優勝賞金 15万元

結果:1位 徐奉洙（韓国）、2位 馬暁春（中国）、3位 小林光一（日本）
- 1回戦 馬暁春 - 徐奉洙
- 2回戦 徐奉洙 - 小林光一
- 決勝戦 徐奉洙 - 馬暁春

2018年は10月10-11日に開催。
結果
- 1回戦 常昊（中国） - 依田紀基（日本）
- 2回戦 依田紀基 - 李昌鎬（韓国）
- 決勝戦 依田紀基 - 常昊

## 華山国際囲棋大会
華山国際囲棋大会（华山国际围棋大会）は、2017年10月25-26日に華陰市で開催され、華山智巓棋妙未来世界対抗戦（华山智巅棋妙未来世界对抗赛）、人工知能囲棋招待戦（人工智能围棋邀请赛）などが行われた。
- 指導 中国囲棋協会
- 主催 陝西省体育局、秦商連合会、渭南市人民政府
- 共催 華陰市人民政府、華山風景名勝区、華山旅遊集団

### 華山智巓棋妙未来世界対抗戦
中国2名、日本・韓国各1名の、計4名の招待棋士によって行われた。優勝賞金40万元。
- 1回戦 周睿羊 - 河野臨、柯潔 - 李世乭
- 決勝戦 周睿羊 - 柯潔

### 人工知能囲棋招待戦
棋士1名と、3か国の人工知能3選手によって行われた。優勝賞金10万元。
優勝賞金 10万元
- 1回戦 Dolbaram（韓国） - 馬暁春（中国）、Golois（フランス） - 神算子（中国）
- 2回戦 馬暁春 - 神算子、Golois - Dolbaram
- 決勝戦 馬暁春 - Golois

## 華陽論道誰為巓峰世界囲棋争覇戦
華陽論道誰為巓峰世界囲棋争覇戦（华阳论道谁为巅峰世界围棋争霸赛）は、2018年4月7日に、陝西省洋県華陽風景区で行われた。
- 主催 陝西省洋県人民政府、中国囲棋協会
- 共催　洋県華陽風景区
- 協力 深圳小雅教育信組息
- 優勝賞金 40万元
- 持時間は各1時間、1分の秒読み3回。

結果
- 柯潔 - 李世乭

## 紹興国際囲棋大師戦
紹興国際囲棋大師戦（绍兴国际围棋大师赛）は、2018年7月1-2日に、浙江省紹興市上虞区で、中国、韓国、日本の8名の棋士によって行われた。
- 主催 中国囲棋協会、中国棋院、紹興市上虞区人民政府
- 優勝賞金 20万元
- 持時間は各1時間、30秒の秒読み3回

結果
- 1回戦 小林光一（日本） - 林海峰（日本）、馬暁春（中国） - 梁宰豪（韓国）、聶衛平（中国） - 武宮正樹（日本）、曹大元（中国） - 徐奉洙（韓国）
- 準決勝 小林光一 - 馬暁春、聶衛平 - 曹大元
- 決勝戦 小林光一 - 聶衛平

2019年は、紹興上虞国際囲棋精英戦（绍兴上虞国际围棋精英赛）として国際組2名、国内組4名の対局が、7月17-18日に行われた。
- 優勝賞金 国際組:40万元、国内組:16万元

国際組結果
- 決勝戦 柯潔 - 朴廷桓

国内組結果
- 1回線 馬暁春 - 常昊、古力 - 羅洗河
- 決勝戦 馬暁春 - 古力

外部リンク
- 新浪体育「绍兴国际围棋大师赛战罢」2018/7/3
- 浙江新聞「柯洁战胜朴廷桓夺冠 上虞国际围棋精英赛中韩棋手对决」2019.7.19
- 搜狐新聞「上虞国际精英赛柯洁击败朴廷桓 马晓春战胜古力夺冠」2019.7.19

## 弈決崆峒世界道教名山囲棋招待戦
弈決崆峒世界道教名山囲棋招待戦（弈决崆峒世界道教名山围棋邀请赛）は、2018年7月21-22日に、第3回シルクロード（敦煌）国際文化博覧会会場での、平涼市崆峒区観光祭にて行われた。
- 主催 中国囲棋協会、甘粛省体育局、平涼市委市政府、
- 共催 甘粛省囲棋協会、崆峒山大景区管委員会
- 優勝賞金 12万元

結果（左が勝ち）
- 1回戦 陳耀燁（中国） - 李昌鎬（韓国）、唐韋星（中国） - 古力（中国）、柁嘉熹（中国） - 崔哲瀚（韓国）、羅洗河（中国） - 常昊（中国）
- 準決勝 陳耀燁 - 唐韋星、柁嘉熹 - 羅洗河
- 決勝戦 陳耀燁 - 柁嘉熹

## 漠河杯世界囲棋名人混双戦
漠河杯世界囲棋名人混双戦（漠河杯世界围棋名人混双赛）は、2018年8月24-35日に、中国黒竜江省漠河市北極村で、中国、日本、韓国、台湾の4組8名の棋士によって行われた。
- 主催 中国囲棋協会、黒竜江省体育局、大興安嶺地区行政公署
- 共催 黒竜江省棋牌運動管理センター、中信置業投資控股有限公司、大興安嶺地区行政公署文化体育広電新聞出版局、漠河市人民政府
- 協賛 中信置業有限公司
- 優勝賞金 20万元
- 持時間 各45分、1分の秒読み3回

結果
- 1回戦 聶衛平・張璇 - 武宮正樹・小林千寿、林海峰・牛力力 - 徐奉洙・黄焔
- 決勝戦 聶衛平・張璇 - 林海峰・牛力力
- 特別対局 華以剛・黄焔 - 武宮正樹・小林千寿

## 中建三局杯名人之家双人戦
中建三局杯名人之家世界囲棋双人招待戦（中建三局杯名人之家世界围棋双人邀请赛）は、2018年11月28日に、中国雲南省昆明市で行われた。
- 1回戦 武宮正樹・武宮陽光 - 聶衛平・孔令文、常昊・張璇 - 羽根直樹・羽根茂子
- 決勝戦 武宮正樹・武宮陽光 - 常昊・張璇

## 中日韓聶衛平杯囲碁マスターズ
2019年より開始。中日韓聶衛平杯囲碁マスターズ参照。

## 路鑫杯国際囲棋大師戦
路鑫杯国際囲棋大師戦（路鑫杯国际围棋大师赛）は、2019年4月5-6日に、中国山西省介休市張壁村古堡少林禅弓院で、中国、日本、韓国、台湾の4名の棋士によって行われた。
- 主催 山西省体育局
- 共催 介休市人民政府、山西省囲棋協会
- 協賛 路鑫能源集団有限公司、山西省凱嘉張壁古堡生態旅遊有限公司

結果
- 1回戦 芮廼偉 - 車敏洙、武宮正樹 - 林海峰
- 決勝戦 芮廼偉 - 武宮正樹

外部リンク
- 新浪体育「路鑫杯国际围棋大师赛 芮乃伟胜武宫正树夺冠」2019.4.16

## 扁康杯中韓囲棋国手友誼戦
扁康杯中韓囲棋国手友誼戦（扁康杯中韩围棋国手友谊赛）は、2019年に中国山東省威海市で、中国と韓国の4名ずつの棋士による団体対抗戦として行われた。
- 主催 中国囲棋協会
- 共催 山東省威海市威海南海新区、北京奕友囲棋文化伝播有限責任公司、山東大韓家進出口有限公司
- 後援 扁康（ピョンガン）韓医院
- 優勝賞金 40万元

（コミは6目半。持時間は各1時間、使い切ると1分の秒読み。）
結果 韓国 5-3 中国
- 第1戦(10/23) 韓国 2-2 中国（趙漢乗○聶衛平、劉昌赫○馬暁春、徐奉洙×常昊、李昌鎬×古力）
- 第2戦(10/24) 韓国 3-1 中国（徐奉洙○聶衛平、劉昌赫○馬暁春、李昌鎬○常昊、趙漢乗×古力）

外部リンク
- 新浪体育「扁康杯中韩围棋国手友谊赛 聂卫平李昌镐受邀参赛」2019.9.27
- 新浪体育「扁康杯古力刘昌赫全胜 韩国5比3中国夺冠」2019.10.24
- 韓国棋院「한국, 2019 편강배 첫 패권 차지」2019.10.24

## 1004島新安国際シニア囲碁大会
2019年より開始。1004島新安国際シニア囲碁大会参照。

## 葫芦島碧桂园杯中日韓囲棋団体対抗戦
葫芦島碧桂园杯中日韓囲棋団体対抗戦（ころとうへきけいえんはい ちゅうにちかんいごだんたいたいこうせん、葫芦岛碧桂园杯中日韩围棋团体对抗赛）は、中国、日本、韓国による、囲碁の団体対抗戦。2021年に開催。2016年から葫芦島市竜港区で行われている葫芦島囲棋文化祭の、2021年第6回のイベントとして実施され、各国3名ずつのチームのリーグ戦で行われた。
- 主催 葫芦島市人民政府、中国囲棋協会
- 共催 遼寧省囲棋協会、葫芦島市竜港区人民政府
- 支援 遼寧省スポーツ事業発展センター・スポーツ総会
- 協力 葫芦島市囲棋協会、葫芦島市竜港区囲棋協会、遼寧華宇文化発展有限公司
- 優勝賞金 30万元

結果
- 第1戦(9/12) 韓国 2-1 中国（曺薫鉉○聶衛平、劉昌赫×兪斌、李昌鎬○常昊）
- 第2戦(9/13) 中国 2-1 日本（聶衛平×小林光一、兪斌○小林覚、常昊○高尾紳路）
- 第3戦(9/14) 日本 2-1 韓国（小林光一○曺薫鉉、小林覚○劉昌赫、高尾紳路×李昌鎬）

3チーム1勝1敗の同率優勝。
外部リンク
- 新浪体育「首届“葫芦岛碧桂园杯”中日韩团体对抗赛开幕」2021.9.12
- 新浪体育「葫芦岛碧桂园杯日本胜韩国 三国并列冠军皆大欢喜」2021.9.14

## 晋城国際囲棋招待戦
桃源太行 康養 晋城国際囲棋招待戦（棋源太行 康养晋城 国际围棋邀请赛）は、2023年8月25-26日に、山西省晋城市で開催された康養産業発展大会において、中国、日本、韓国の8名の棋士により、陵川県の棋源山庄で行われた。陵川県の箕子山（棋子山）は殷商の時代に紂王の叔父の胥余がこの地の「磊落黒白石」によって囲碁を発明したという伝説があり、中国囲棋協会より「全国囲碁の里（全国围棋之乡）」の称号を授与されている。
結果
- 1回戦 結城聡（日本） - 古力（中国）、曺薫鉉（韓国） - 曹大元（中国）、武宮正樹（日本） - 孔傑（中国）、芮廼偉（中国） - 車敏洙（韓国）
- 準決勝 結城聡 - 曺薫鉉、武宮正樹 - 芮廼偉
- 決勝戦 結城聡 - 武宮正樹

外部リンク
- 新浪体育「中日韩八大高手齐聚“围棋之乡”山西晋城讲棋论道」2023.8.26
- 新浪体育「晋城国际围棋邀请赛决赛战罢 日本老将爆冷夺冠」2023.8.26

## 龍華杯世界囲棋伝奇大師戦
龍華杯世界囲棋伝奇大師戦（龙华杯世界围棋传奇大师赛）は、2023年11月24-26日に、深圳市竜華区で、中国、日本、韓国、台湾の招待棋士8名によって行われた。
- 主催 竜華区人民政府、中国囲棋協会
- 優勝賞金 15万元

結果
- 1回戦 馬暁春 - 王立誠、聶衛平 - 武宮正樹、劉昌赫 - 小林光一、王銘琬 - 曹薰鉉
- 準決勝 馬暁春 - 聶衛平、劉昌赫 - 王銘琬
- 決勝戦 馬暁春 - 劉昌赫
- 3位決定戦 聶衛平 - 王銘琬

外部リンク
- 弈城围棋网「弈动乾坤！龙华杯世界围棋传奇大师赛马晓春夺冠」2023.11.28
- 大纪元「龙华杯围棋大师赛：马晓春击败刘昌赫摘冠」2023.11.28

## 南洋杯輝煌大師戦
南洋杯輝煌大師戦（南洋杯辉煌大师赛）は、2025年2月26-28日に、シンガポールで行われた南洋杯世界囲碁マスターズ決勝三番勝負と並行して、招待棋士3名が出場して行われた。
優勝賞金は4万SGD。
結果
- 第1戦 曺薫鉉 - 武宮正樹
- 第2戦 武宮正樹 - 聶衛平
- 決勝戦 曺薫鉉 - 武宮正樹

外部リンク
- 中国围棋协会「申真谞、曹薰铉获南洋杯世界围棋大师赛、辉煌大师赛冠军」2025.2.28

## 注
1. ↑  『棋道』1996年1月号、日本棋院
2. ↑  『碁ワールド』2004年8月号、日本棋院
3. ↑  捜狐体育「晋城三国元老邀请赛 曹薰铉夺冠聂卫平屈居亚军」2007.8.9
4. ↑  http://www.imsa.cn/archives/8481 中国智力運動網「SK杯中韩围棋超级对抗赛」
5. ↑  http://www.qipai.org.cn/news-8177.html 中国棋牌網「"博赛杯"围棋超霸赛落幕 日本井山裕太全胜夺冠」
6. ↑  http://www2.cnwinenews.com/html/201105/12/20110512093238110262.htm　中国酒業新聞「“酒祖杜康”杯围棋国际大师邀请赛在洛鸣金」
7. ↑  http://forum.sports.sina.com.cn/thread-1418479-1-1.html　新浪評伝「“赤壁古战场杯”围棋国际大师邀请赛」
8. ↑  http://bbs.tianya.cn/post-177-520874-1.shtml 天涯社区「三国赤壁古战场杯国际围棋大师赛落幕」
9. ↑  『碁ワールド』2012年11月号、日本棋院
10. ↑  http://www.eweiqi.com/index.php?m=content&c=index&a=show&catid=114&id=16444 奕城囲棋網「柳州杯世界围棋大师赛结束 李昌镐以2比1战胜常昊
」
11. ↑  景德镇陶瓷股份有限公司「中国棋坛两大围棋“国手”瓷都对决」
12. ↑  瓷都论道巅峰对决 古力李世石将于景德镇再争高下
13. ↑  瓷都论道巅峰对决中韩争霸 陈耀烨1/4子憾负崔哲瀚
14. ↑  http://sports.qq.com/a/20130515/005028.htm 謄訊体育「元老棋会决赛老聂惨败曹薰铉 华山顶昏招表演」
15. ↑  http://weiqi.tom.com/2013-10-16/0030/43219072.html TOM棋聖道場「围棋世界冠军争霸赛德州落幕朴永训击败范廷钰获奖十万元」
16. ↑  http://www.qipai.org.cn/web/article/word/id/36676　中国棋牌網「明月山杯决赛落幕 常昊3/4子险胜武宫正树夺冠」
17. ↑  http://cwa.imsa.cn/archives/33144 中国智力運動網「世纪名人对局聂卫平打破宇宙流 对武宫9连胜」
18. ↑  http://xiamen.xmtv.cn/2016/05/10/ARTIj5ATyhv4ScbwxjLkTNc5160510.shtml 厦門広電網「2016厦门围棋大会"世纪名人特别对局"今举行 中韩名将常昊李昌镐巅峰对决」
19. ↑  新华社「中韩围棋团体名人锦标赛在盐城开赛」
20. ↑  新浪体育「盐城中韩团体赛常昊三连胜 中国4比5惜败韩国」
21. ↑  http://www.eweiqi.com/index.php?m=content&c=index&a=show&catid=186&id=28905 奕城囲棋網「中国药都杯中日韩围棋大师赛鸣金 徐奉洙夺得冠军」
22. ↑  http://www.eweiqi.com/index.php?m=content&c=index&a=show&catid=186&id=30193 弈城围棋「樟树中日韩大师赛依田夺冠 常昊李昌镐分获二三名」
23. ↑  弈客囲棋「华山国际围棋大会 柯洁李世石华山论剑-华山智巅棋妙未来2017中国」
24. ↑  新浪体育「华阳论道少侠登顶 世界争霸赛柯洁战胜李世石」http://sports.sina.com.cn/go/2018-04-07/doc-ifyvtmxc4994388.shtml
25. ↑  每日甘肃网「2018“弈决崆峒”世界道教名山围棋邀请赛战罢 陈耀烨夺冠」
26. ↑  https://sports.sina.cn/others/qipai/2018-08-25/detail-ihicsiaw9969548.d.html?oid=3828278085252652&vt=4&wm=3049_0019&cid=69557&node_id=77160 新浪体育「」
27. ↑  https://www.yunbisai.com/tpl/news/NewsDetail-6549.html 雲云比赛「中建三局杯双人赛 聂卫平武宫正树携子大作战」